# Двадцять шоста династія єгипетських фараонів
XXVI династія Єгипту, також існує назва — Саїська династія (столиця — Саїс) — існувала в період бл. 685–525 рр. до н. е. Остання з місцевих династій, які керували Єгиптом до перського завоювання Єгипту в 525 до н. е. З цієї династії починається Пізній період Стародавнього Єгипту.
- 664–525 рр. до н. е. (139 років) — за Е. Бікерманом.
- 664–525 рр. до н. е. (139 років) — за Ю. фон Бекератом.
- 664–525 рр. до н. е. (139 років) — за Е. Хорнунгом, Р. Крауссом та Д. Ворбертоном.

Манефон починає XXVI династію з наступних фраонів, які фактично були правителями Саїса і Мемфіса.
| Правитель  | Ім'я за Манефоном | Правління            | Примітки                                            |
| ---------- | ----------------- | -------------------- | --------------------------------------------------- |
| Амеріс (?) |                   | (715 — 695 до н. е.) | Можливо, нубійський правитель.                      |
| Тефнахт II | Стефинатес        | (695 — 688 до н. е.) |                                                     |
| Некауба    | Нехепсос          | (688 — 672 до н. е.) | Титуловав себе «Царем Верхнього і Нижнього Єгипту». |
| Нехо I     | Нехо Г            | (672 — 664 до н. е.) | Як фараон прийняв ім'я «Менхеперра».                |

Таким чином, XXVI династія виявляється пов'язаною з XXIV династією. Першим фараоном власне XXVI династії вважається Псамметіх I.
| Фараон        | Ім'я за Манефоном                       | Правління          | Примітки |
| ------------- | --------------------------------------- | ------------------ | -------- |
| Псамметіх I   | Псамметіхос I, Псаммутіс I, Псамметіх Г | (664–610 до н. е.) |          |
| Нехо II       | Нехао II, Нехо Г                        | (610–595 до н. е.) |          |
| Псамметіх II  | Псамметіхос II, Псаммутіс II, Псаммій Г | (595–589 до н. е.) |          |
| Апрій         | Куафріс, Апрій Г                        | (589–570 до н. е.) |          |
| Яхмос II      | Амасіс II, Амасід Г                     | (570–526 до н. е.) |          |
| Псамметіх III | Псаммехрітос                            | (526–525 до н. е.) |          |